# Lac de Joux
Der Lac de Joux ist ein See im Hochtal des Vallée de Joux im Nordwesten des Kantons Waadt in der Westschweiz. Er liegt auf einer Höhe von 1004 m ü. M. im Waadtländer Jura und ist der grösste See im Juragebirge.

## Geographie
Der rund 9 km lange und im Mittel 1 km breite See erstreckt sich von Südwesten nach Nordosten und nimmt den unteren Teil des Vallée de Joux ein. Er liegt in einer Senke zwischen den Juraketten des Mont Tendre im Südosten und des Risoux im Nordwesten. Den Abschluss im Nordosten bildet die Dent de Vaulion. Gespiesen wird der Lac de Joux von der Orbe, welche im Südwesten mündet. Die Lionne mündet im Ort L’Abbaye in den See. Sonst erreichen nur noch ein paar Rinnsale von den Hängen der Mont-Tendre-Kette den See. Nördlich des Lac de Joux schliesst sich nach der 200 m breiten Landbrücke von Le Pont der 2 m tiefer liegende Lac Brenet an. Mit diesem ist der Lac de Joux zwar durch ein kleines Gewässer verbunden, das jedoch nur einen Bruchteil des durch die Orbe herangeführten Wassers wieder abführt. Der Rest des überschüssigen Wassers des Lac de Joux versickert im Kalkuntergrund des Seebodens und tritt erst in den Grotten von Vallorbe (Source de l’Orbe) bei Vallorbe wieder zutage.
Das Südostufer des Lac de Joux ist verhältnismässig flach, im Bereich der Mündung der Orbe befindet sich ein grösseres Sumpfgebiet. Im Nordwesten wird der See in seiner ganzen Länge von der harten Gesteinsrippe Le Revers begleitet, weshalb man hier ein sehr steiles, bis 80 m hohes, zeitweise felsiges und unwegsames Ufer vorfindet. Am Südostufer liegen der Ort L’Abbaye sowie die langgezogenen Strassensiedlungen Vers-chez-Grosjean und Les Bioux, am Nordostufer der Ort Le Pont, alle zur politischen Gemeinde L’Abbaye gehörig.

## Besonderes
Weil der See in einem komplett abgeschlossenen Hochtal liegt, in dem sich im Winter bei entsprechender Wetterlage jeweils ein Kaltluftsee ansammelt, friert er auch heute noch in den meisten Wintern völlig zu. Dann ist auf der grossen Fläche Eislaufen möglich.
In früheren Zeiten wurde im Winter auf dem zugefrorenen See Eis gewonnen, das im Sommerhalbjahr vor allem nach Frankreich, aber auch nach Deutschland exportiert wurde. Kunden waren hauptsächlich Spitäler, Brauereien und Gasthäuser.
In den Sommermonaten (Juni–September) verkehrt auf dem Lac de Joux ein Kursschiff. Das von der Gesellschaft «Navigation sur le lac de Joux» betriebene Schiff verbindet Le Pont und Le Rocheray.
Parallel zum Nordufer verläuft die Eisenbahnstrecke der Gesellschaft Pont–Brassus-Bahn.

## Schiffländen
Orte mit Schifflände der Personenschifffahrt:
| Name              | Lage                                    | ⊙                                          | Bild | Anmerkungen |
| ----------------- | --------------------------------------- | ------------------------------------------ | ---- | ----------- |
| Le Pont (lac)     | Le Pont: beim Bahnhof Le Pont, L’Abbaye | !506.3251185546.6676785 46.667678 6.325118 | 2018 |             |
| Les Bioux (lac)   | Les Bioux                               | !506.2728885546.6241355 46.624135 6.272888 | BW   |             |
| Le Rocheray (lac) | Le Rocheray, Le Sentier                 | !506.2517925546.6228785 46.622878 6.251792 | BW   |             |

## Bilder

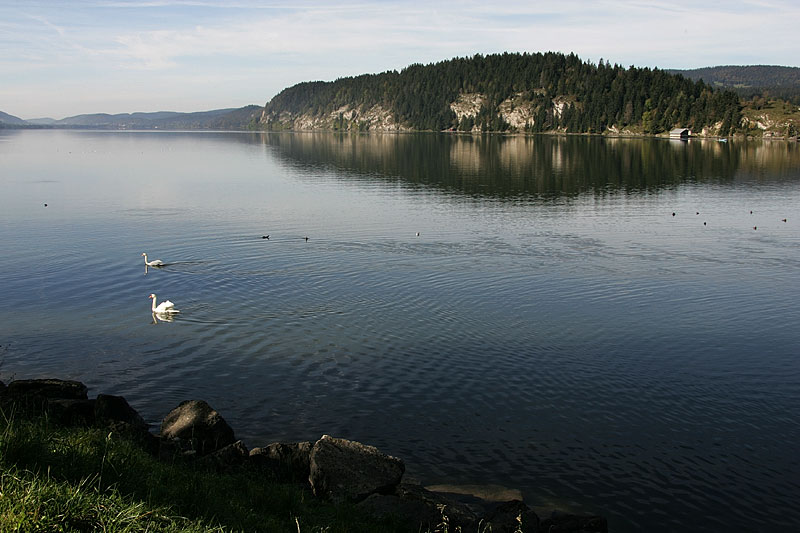
Blick von Le Pont aus
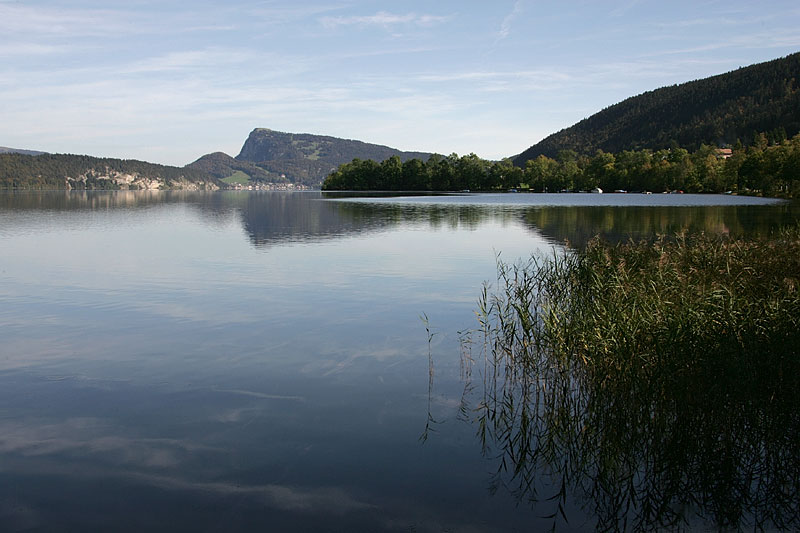
Blick von Les Bioux aus
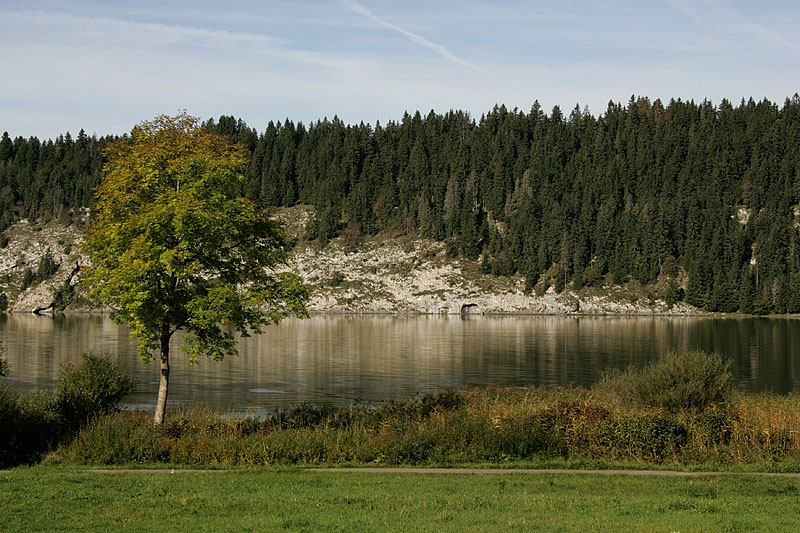
Am Ufer von L’Abbaye
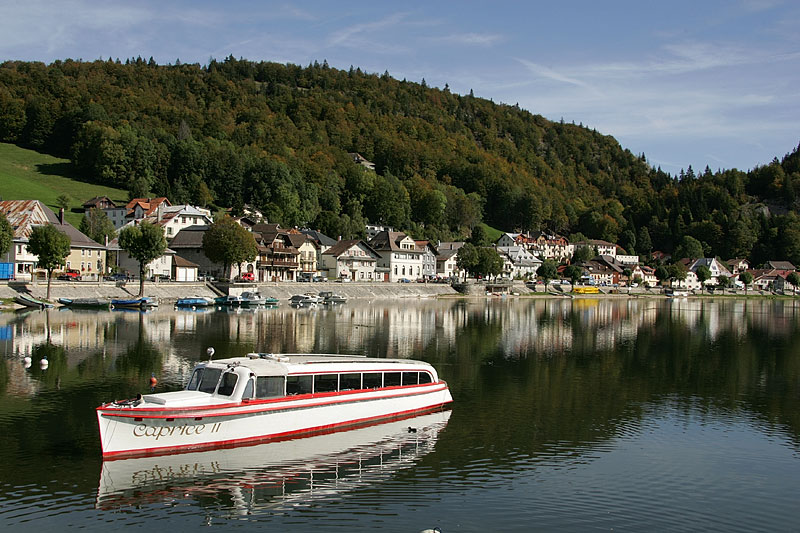
Le Pont